# Мироненко Дарія Павлівна
Да́рія (Ода́рка) Па́влівна Миро́ненко (1912 , Михнівці, Лубенський повіт, Полтавська губернія, Російська імперія  — невідомо ) — селянка, український радянський діяч. Депутат Верховної Ради УРСР першого скликання (1938–1947).

## Біографія
Народилася 1912 року в багатодітній селянській родині в селі Михнівці, тепер Лубенський район, Полтавська область, Україна. З 1925 року наймитувала в рідному селі.
З 1930 року працювала в місцевому колгоспі (артілі) імені Петровського (станом на 1945 рік — колгосп імені Кірова): ланковою, бригадиром польової рільничої бригади.
26 червня 1938 року обрана депутатом Верховної Ради УРСР першого скликання по Лубенській виборчій окрузі № 171 Полтавської області. 
Член ВКП(б) з 1939 року.
У 1939—1940 роках — студентка Київського сільськогосподарського технікуму.
У 1940—1941 роках — голова Михнівської сільської ради депутатів трудящих Лубенського району Полтавської області.
Під час німецько-радянської війни — в евакуації в Сталінградській області, агроном колгоспу «Україна» Єланського району.
З 1943 року — голова Михнівської сільської ради депутатів трудящих Лубенського району Полтавської області.